# Марк Емилий Лепид (консул 285 пр.н.е.)
Вижте пояснителната страница за други личности с името Марк Емилий Лепид.
Марк Емилий Лепид  (на латински: Marcus Aemilius Lepidus) е римски политик в първата трета на 3 век пр.н.е.
Той е първият носител на когномен Lepidus (от латински: „нежен“) в gens Емилии. Емилии Лепиди са до началото на ранната Римска империя между водещите фамилии в Рим. Син или вероятно внук на Лепид е със същото име консул през 232 пр.н.е.
През 285 пр.н.е. той става консул заедно с Гай Клавдий Канина.